# أنوشكا شنكار
أنوشكا شانكار (من مواليد 9 يونيو 1981 ) هي عازفة ومؤلفة موسيقى السيتار البريطانية الهندية. هي ابنة بانديت رافي شانكار وسوكانيا راجان، والأخت غير الشقيقة لنورا جونز.

## الحياة السابقة
ولدت شانكار في لندن وتم تقسيم طفولتها بين لندن ودلهي. وهي ابنة سوكانيا شنكار ومايسترو السيتار الهندي رافي شانكار، الذي كان عمره 61 عامًا عندما ولدت. من خلال والدها، هي أيضًا الأخت غير الشقيقة للمغنية الأمريكية نورا جونز (ولدت جيتالي نورا شنكر)، وشوبهندرا «شوبو» شنكر، التي توفيت عام 1992. 
عندما كانت مراهقة، عاشت شانكار في إنسينيتاس، كاليفورنيا، وارتادت أكاديمية سان دييجيتو الثانوية. قررت أنوشكا، التي تخرجت بمرتبة الشرف وملكة العودة للوطن عام 1999، ممارسة مهنة الموسيقى بدلاً من الالتحاق بالكلية. 

## الحياة المهنية

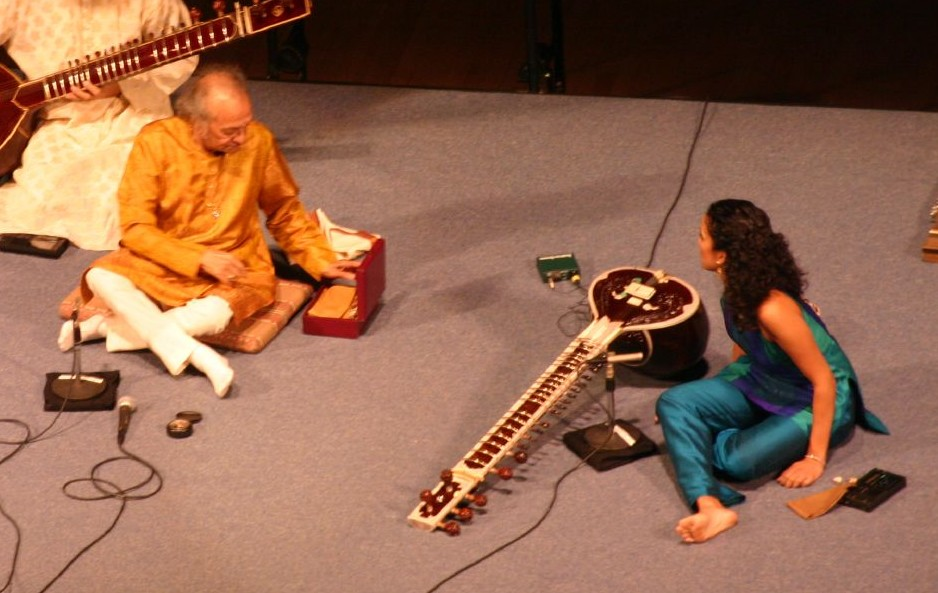
أنوشكا ورافي شانكار في حفل موسيقي، 2005

بدأت شانكار التدريب على السيتار مع والدها رافي شانكار في سن السابعة. كجزء من تدريبها، بدأت في مرافقته على تانبورا في عروضه منذ سن العاشرة، وتعلم الموسيقى والتأقلم مع المسرح. قدمت أول عرض عام لها في السيتار في 27 فبراير 1995 في سن 13، في سيري فورت في نيودلهي كجزء من حفل احتفال والدها بعيد ميلاده الخامس والسبعين. في هذا الظهور الفردي الأول، رافقها مايسترو الطبلة ذاكر حسين.